# زقيات دقيقة
الزقيات الدقيقة (الاسم العلمي: Microascales)،رتبة من الفطريات تتبع طائفة المسترجسانية، وطويئفة المستلحمانيات. هذه الرتبة صغيرة نسبيًا وهي من الفطريات ذات التغذية الترممية التي تعيش في التربة والنباتات المتعفنة والروث. بعض الأنواع من مسببات الأمراض النباتية ، مثل Ceratocystis fimbriata، التي تنتقل عن طريق الخنافس إلى الأشجار الحية وتسبب ذبول الكاكاو وكما تسبب العديد من الأمراض الأخرى المهمة اقتصاديًا. تعتبر الأنواع في جنس Pseudallescheria (فصيلة زقية دقيقة) مسببة للأمراض للإنسان قُيدت الرتبة في عام 1980.